# Lewis Nicola

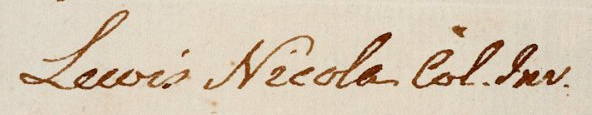
Nicolas Unterschrift unter einem auf den 2. März 1783 datierten Brief.

Lewis Nicola (* 1717 in Dublin, Irland; † 9. August 1807 in Alexandria, Virginia) war ein Offizier, Unternehmer, Schriftsteller und Mitglied der American Philosophical Society.
Nicola schlug zunächst eine Karriere in der britischen Armee ein, wanderte aber im Jahr 1760 nach Pennsylvania aus. Dort ging er verschiedenen unternehmerischen Tätigkeiten nach, gründete eine eigene Zeitschrift und engagierte sich in der American Philosophical Society, zu deren Kurator er mehrfach berufen wurde. Kurz nach Ausbruch des Amerikanischen Unabhängigkeitskrieges (1775–1783) trat Nicola in die Kontinentalarmee ein. Im Juni 1777 schuf der amerikanische Kongress auf seinen Vorschlag hin die aus älteren Soldaten bestehende Armeeeinheit Invalid Corps, deren Leitung er übernahm und bis zum Ende des Krieges innehatte.
Breitere Bekanntheit erlangte Nicola durch einen Brief aus dem Jahr 1782, in dem er George Washington, dem damaligen Oberbefehlshaber der amerikanischen Armee, empfahl, sich als König an die Spitze der dreizehn Gründerstaaten der USA zu stellen.

## Leben

### Frühe Jahre und Eintritt in die Armee
Lewis Nicola wurde 1717 als Sohn eines britischen Offiziers in Dublin geboren. Im Jahr 1740 trat er in die britische Armee ein, heiratete Christiana Doyle und war zunächst in verschiedenen irischen Städten stationiert. Nach einem kurzen Aufenthalt im Flandern im Jahr 1745 kehrte er nach Irland zurück und wurde dort im September 1755 in den Rang eines Majors befördert.

### Das erste Jahrzehnt in Philadelphia

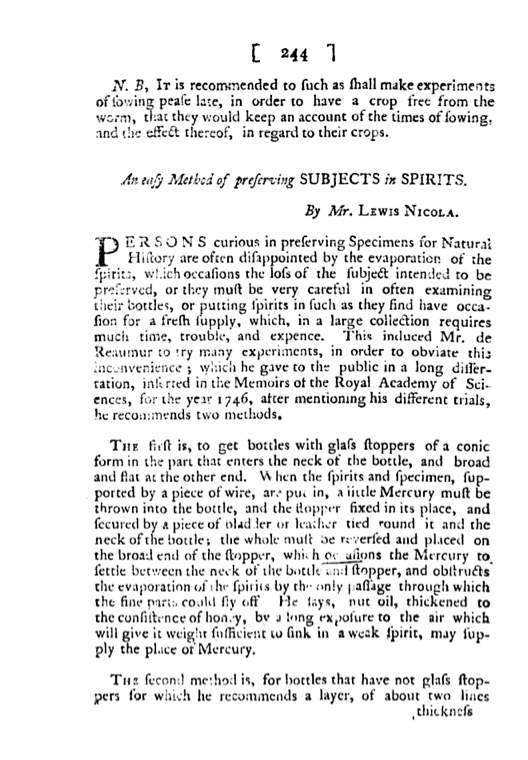
Erste Seite aus Nicolas Beitrag An easy Method of preserving SUBJECTS in SPIRITS im ersten Band der Transactions of the American Philosophical Society.

Acht Monate nach dem Tod seiner ersten Frau heiratete er im April 1760 Jane Bishop und wanderte mit ihr – offenbar weil er in der britischen Armee keine Chancen auf weitere Beförderung sah – nach Amerika aus. Kurz nach seiner Ankunft in Philadelphia eröffnete er einen Laden für Kurzwaren, bemerkte aber schon bald, dass ihn die Tätigkeit als Kaufmann nicht ausfüllte.
Im September 1767 eröffnete er eine Ausleihbibliothek. Für einen Jahresbeitrag von drei Dollar und eine Kaution von drei Pfund Sterling erhielten Nicolas Kunden Zugriff auf einen Bestand von zwei- bis dreihundert Bänden unterschiedlichster Literatur. Nicolas Bibliothek war sechs Tage in der Woche geöffnet und erfreute sich offenbar einer regen Nutzung. Schon vier Jahre nach ihrer Gründung war ihr Bestand auf mehr als tausend Bände angewachsen.
Durch seinen Kontakt mit dem Mediziner John Morgan wurde er in die American Society for Promoting Useful Knowledge aufgenommen. Diese Gesellschaft war 1766 im Zuge des durch den Stamp Act erwachenden amerikanischen Nationalbewusstseins gegründet worden und hatte sich der Förderung neuer landwirtschaftlicher Methoden und der Verbesserung heimischer Erzeugnisse verschrieben. Sie stand in Konkurrenz mit der 1743 von Benjamin Franklin und John Bartram gegründeten American Philosophical Society, deren Aktivitäten zwischenzeitlich eingeschlafen waren und die nun – als eine Antwort auf die neu entstandene Gesellschaft – von einigen ihrer verbliebenen Mitglieder wiederbelebt wurde. 1769 einigten sich die beiden rivalisierenden Gesellschaften auf einen Zusammenschluss, an dessen Zustandekommen Nicola als Mitglied des Vereinigungskomitees direkt beteiligt war. Auch in den Folgejahren nahm er eine aktive Rolle in der Gesellschaft ein, veröffentlichte Beiträge in der Zeitschrift Transactions of the American Philosophical Society und wurde mehrmals nacheinander zu einem von drei Kuratoren gewählt.
Im Januar 1769 gab Nicola seinen Laden für Kurzwaren auf und betätigte sich als Autor und Herausgeber der von ihm gegründeten monatlich erscheinenden Zeitschrift American Magazine, or General Repository. Das American Magazine enthielt eine bunte Mischung aus wissenschaftlichen Beiträgen, Gedichten und Nachrichten aus aller Welt. Gleichzeitig nutzte Nicola das Blatt zur Veröffentlichung der wichtigsten Beiträge der American Philosophical Society sowie ihrer Versammlungsprotokolle, die er der Zeitschrift in einem Anhang beifügte. Nach neun Ausgaben musste Nicola das American Magazine im September 1769 allerdings wieder einstellen.

### Wiedereintritt in die Armee und schriftstellerische Tätigkeit

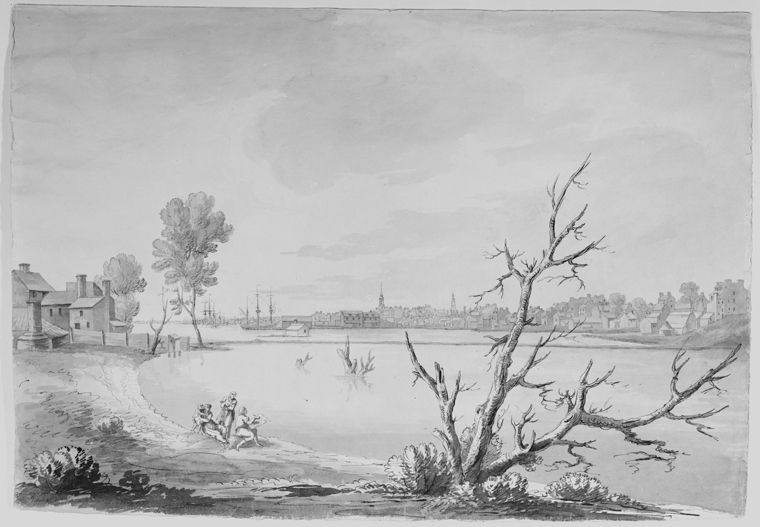
View of Philadelphia. Sepiazeichnung von Archibald Robertson, Lieutenant General Royal Engineers, November 1777.

Nur wenige Monate nach dem Ausbruch des Unabhängigkeitskrieges berief der Pennsylvania Council of Safety (dt. Sicherheitsrat des Staates Pennsylvania) Nicola in ein Komitee zur Inspektion der amerikanischen Verteidigungslinie am Delaware. Nicolas endgültige Rückkehr zum Militär war zu diesem Zeitpunkt allerdings keinesfalls absehbar. Zunächst versuchte er sich nämlich in anderer Weise finanziell über Wasser zu halten. Im Januar 1776 eröffnete er in Philadelphia ein Lokal, in dem er Porter verkaufte. Kurze Zeit später gründete Nicola eine Schule, in der er neben Schreiben, Lesen, Rechnen und doppelter Buchführung auch die Anlage militärischer Befestigungsanlagen unterrichtete. Auch diese Beschäftigung scheint nicht besonders einträglich gewesen zu sein, denn bereits im Februar 1776 trat Nicola auf eigenen Wunsch in die Kontinentalarmee ein.
Als barrack master war Nicola zunächst für die Unterkünfte der Soldaten in Philadelphia zuständig, im Dezember 1776 wurde er aber bereits zum Stadtkommandanten von Philadelphia berufen. Trotz vielfältiger Aufgaben fand Nicola Zeit zum Schreiben. In der Abhandlung Treatise of Military Exercise, Calculated for the Use of Americans (Philadelphia 1776) gab er die Erfahrungen aus seiner Zeit als britischer Offizier weiter und mit Louis André de La Mamie de Clairacs L’ingenieur de Campagne, or, Field Engineer (Philadelphia 1776) und Thomas Auguste Le Roy de Grandmaisons Treatise on Military Service of Light Horse and Light Infantry (Philadelphia 1777) übersetzte er zwei militärtheoretische Schriften aus dem Französischen ins Englische.

### Nicola als Gründer und Befehlshaber desInvalid Corps

#### DasInvalid Corpsunter Nicola in den ersten Kriegsjahren

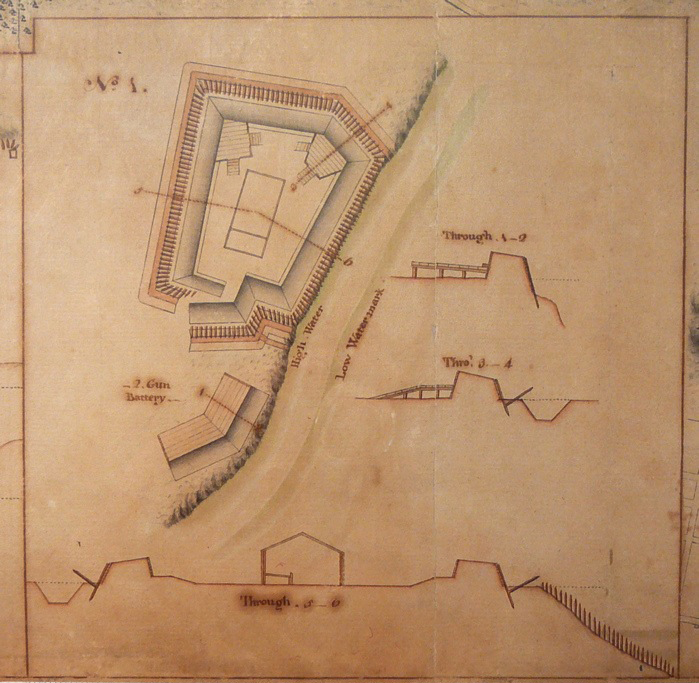
Detail aus Nicolas Plan of the English Lines Near Philadelphia 1777. Nicola zeichnete die Karte kurz nach dem Abzug der Briten im Jahr 1778. Der Ausschnitt zeigt Redoute Nr. 1.

Im Juni 1777 schuf der amerikanische Kontinentalkongress auf Vorschlag Nicolas mit dem Invalid Corps eine aus älteren ehemaligen Soldaten bestehende neue Armeeeinheit, die zunächst knapp 1.000, in acht Kompanien aufgeteilte Soldaten umfasste. Diese unter Nicolas Kommando stehende Truppe war zunächst in Philadelphia stationiert, musste die Stadt aber nach dem Vorrücken der britischen Armee unter General William Howe im Herbst 1777 verlassen.
Am 25. September 1777 erreichte das Invalid Corps Fort Mifflin. Angesichts einer großen Zahl von Krankheitsfällen, aus Mangel an Proviant und nicht zuletzt, um so wenige Soldaten wie möglich in die Hände der Briten fallen zu lassen, beschlossen Nicola und seine Offiziere, nach Trenton in New Jersey weiterzuziehen. Dort angekommen, griff Nicolas Truppe zum ersten Mal aktiv in den Krieg ein, indem sie die Waren eines bei Bordentown auf dem Delaware liegenden Schiffes vor dem Zugriff der Briten sicherte. Anschließend bezog das Invalid Corps sein Winterquartier bei Easton und Bethlehem in Pennsylvania, wo es – wie der Rest der Kontinentalarmee – unter dem harten Winter von 1777/78 zu leiden hatte. Nach einem kurzen Aufenthalt im Lager von Valley Forge im Frühjahr 1778 kehrte das Invalid Corps unter Nicola nach Philadelphia zurück, wo es am 19. Juni, kurz nach der Evakuierung der Stadt durch die Briten, ankam.

#### Die Jahre bis 1782
In den nächsten Kriegsjahren war Nicolas Invalid Corps überwiegend in Philadelphia und Boston stationiert. Nicola nutzte die Zeit unter anderem damit, eine Reihe von Verbesserungsvorschlägen an den Kongress zu senden (darunter: A Scheme for a Partisan Corps sowie Judicious remarks on a proposed Reformation in the Army), sowie Informationen von britischen und hessischen Deserteuren zu sammeln und weiterzuleiten. Darüber hinaus verstärkte er seine Truppe durch die Anwerbung weiterer Soldaten aus der Region um Philadelphia.
Die prekäre finanzielle Situation, der sich Nicola in den Jahren vor Beginn der amerikanischen Revolution ausgesetzt sah, setzte sich auch während des Krieges fort. Im Jahr 1779 bat Nicola um eine Erhöhung seines Solds und begründete dies damit, dass das ihm zur Verfügung stehende Geld nicht ausreiche, um sich wie ein Offizier zu kleiden. Im August 1781 beklagte sich Nicola gegenüber George Washington, dass die schlechte Bezahlung ihn und seine Offiziere nur notdürftig ernähre. Als der Pennsylvania Supreme Executive Council als ausführende Gewalt des Staates Pennsylvania schließlich das Amt des Stadtkommandanten von Philadelphia auflöste, bat Nicola Robert Morris, den damaligen Leiter des amerikanischen Finanzwesens, um die Zahlung einer Ausgleichssumme. Morris antwortete ausweichend, er wolle sich der Sache annehmen, könne aber angesichts der schlechten Staatsfinanzen keine Versprechungen machen.

#### Briefwechsel mit Washington: derNewburgh letter

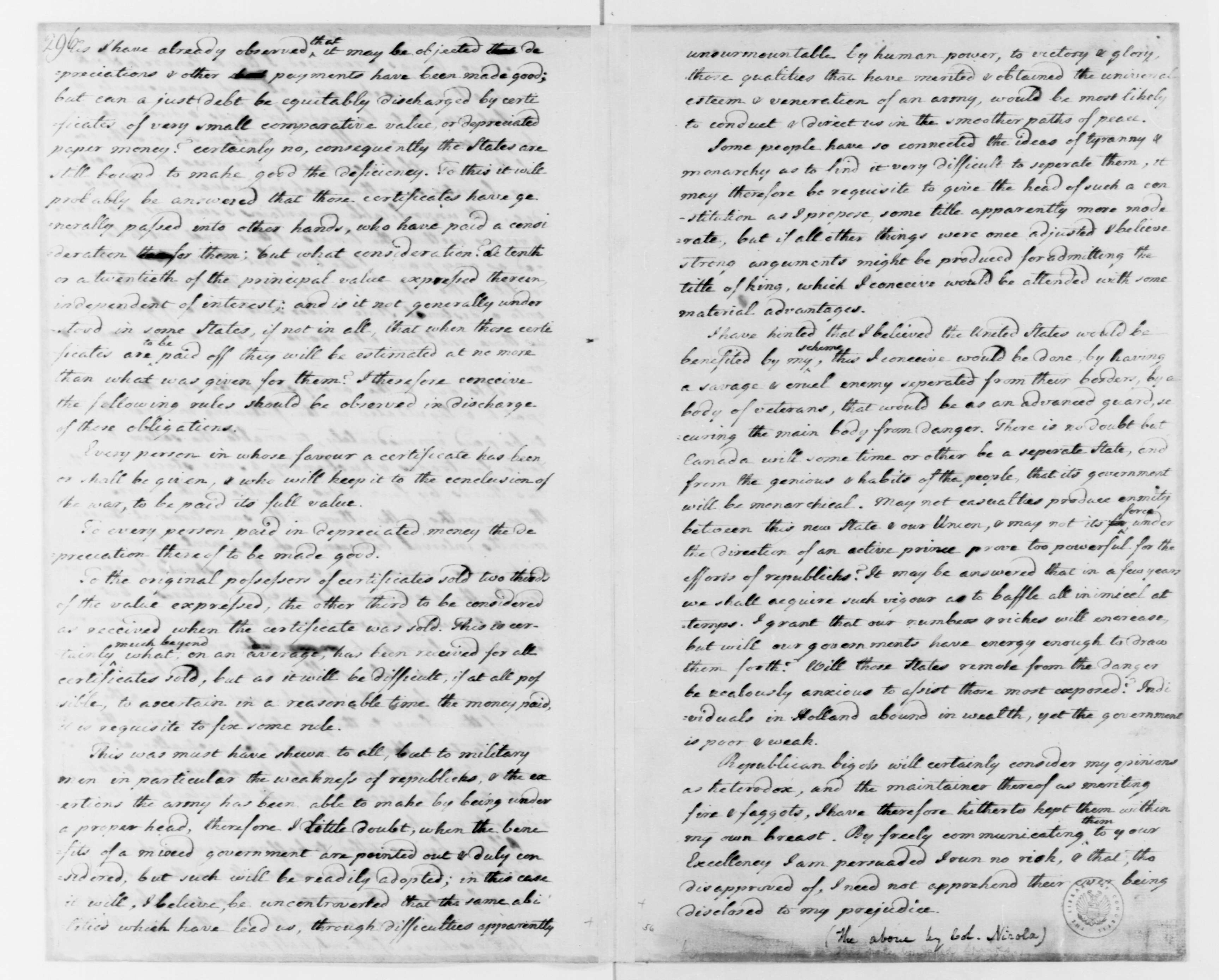
Der Newburgh letter (Ausschnitt). Brief Lewis Nicola, Fishkill, New York, an George Washington, Newburgh, New York, vom 22. Mai 1787. Eine Transkription des Briefes sowie der Antwort Washingtons findet sich in der englischsprachigen Ausgabe von Wikisource.

Am 22. Mai 1782 schrieb Nicola den heute unter dem Namen Newburgh letter bekannten Brief an George Washington, benannt nach dessen damaligem Armeequartier in Newburgh, New York. Zu diesem Zeitpunkt lag die Schlacht von Yorktown gerade sechs Monate zurück. In ihr hatten die verbündeten französischen und amerikanischen Truppen einen klaren Sieg gegen die britische Armee unter General Cornwallis errungen und mehr als 8.000 Soldaten gefangen genommen. George Washington war unterdessen nicht davon überzeugt, dass der Sieg bei Yorktown auch zugleich das Ende des Unabhängigkeitskrieges bedeutete. Er argumentierte, dass den Briten selbst nach der Gefangennahme von Cornwallis’ Armee noch starke Kräfte auf amerikanischem Boden zur Verfügung stünden und es deshalb notwendig sei, die Kontinentalarmee so lange kampfbereit zu halten, bis ein offizieller Friedensschluss zustande komme. Doch mit solchen Vorschlägen belebte Washington die Sorgen früherer Kritiker aus den Reihen des Kontinentalkongresses neu, bei denen der Begriff „stehendes Heer“ Erinnerungen an die römischen Legionen Julius Cäsars und die New Model Army Oliver Cromwells weckte und das Schreckgespenst einer Militärdiktatur in die Köpfe rief. Schon in früheren Jahren hatte George Washington sich dem Vorwurf ausgesetzt gesehen, er verlängere den Krieg künstlich, um seine quasi-monarchische Führung als Befehlshaber der Armee aufrechtzuerhalten. Und seine allseits bekannte Geringschätzung der Miliztruppen spielte seinen Kritikern weitere Argumente in die Hände. Sie argumentierten, Milizen seien republikanisch und damit ungefährlich, wohingegen eine stehende Armee monarchisch sei und ein potentielles Sicherheitsrisiko darstelle.
Im ersten Teil seines Briefes geht Nicola auf die Finanznöte des Kontinentalkongresses ein. Nicht nur für Nicola, sondern auch für viele andere Soldaten der Kontinentalarmee hatten diese Finanzprobleme schmerzliche Auswirkungen: die meisten von ihnen warteten auf ausstehenden Sold und viele waren schon seit Monaten – einige seit Jahren – ohne Bezahlung. Der Grund hierfür lag in den Konföderationsartikeln von 1781, die es dem Kontinentalkongress zwar erlaubten, in Kriegszeiten eine Armee aufzustellen, nicht aber, eigene Steuern zu erheben. Das Recht zur Einziehung von Steuern war den einzelnen Mitgliedsstaaten vorbehalten und diese waren entweder unfähig oder unwillig, für die Kosten der Konföderation aufzukommen. Aus Sicht Nicolas manifestierte sich in diesem Missstand die Schwäche von Republiken, woraus er schloss,
| … wenn die Vorzüge einer Mischverfassung herausgestellt und gebührend berücksichtigt werden, werde eine solche leicht eingeführt … | … when the benefits of a mixed government are pointed out and duly considered, such will be readily adopted … |

In Anspielung auf die Person Washingtons schrieb Nicola weiter, es sei wohl unstrittig, dass
| … uns dieselben Fähigkeiten, die uns unter offenbar durch menschliche Kraft unüberwindliche Schwierigkeiten zu Sieg und Ruhm geführt haben [und] die die allgemeine Hochachtung und Verehrung einer Armee verdient und erlangt haben, uns sehr wahrscheinlich [auch] auf den ebeneren Wegen des Friedens führen und lenken könnten. | … the same abilities which have lead us, through difficulties apparently insurmountable by human power, to victory and glory, those qualities that have merited and obtained the universal esteem and veneration of an army, would be most likely to conduct and direct us in the smoother paths of peace. |

Da die beiden Begriffe „Tyrannie“ und „Monarchie“ in den Köpfen vieler Menschen so nahe beieinander lägen, müsse zunächst ein anderer Begriff für das Oberhaupt des neu zu gründenden Staates gefunden werden,
| … aber wenn alle anderen Dinge erst einmal geregelt sind, wird – so glaube ich – leicht sein, gute Gründe für die Annahme des Titels „König“ zu finden, der meinem Ersinnen nach mit manch bedeutenden Vorzügen verbunden sein würde. | … but if all other things were once adjusted I believe strong argument might be produced for admitting the title of king, which I conceive would be attended with some material advantages. |

Washington wusste sehr wohl um die Ängste derjenigen, die befürchteten, er könne sich zu einem „amerikanischen Cromwell“ aufschwingen. In seinem Antwortschreiben vom selben Tag gab er Nicola eine betont deutliche Antwort: „Kein Vorfall im Verlauf des Krieges hat in mir schmerzlichere Gefühle ausgelöst, als Ihre Nachricht, dass solche Ideen in der Armee kursieren, wie Sie sie geäußert haben“. Er könne nicht fassen, so Washington weiter, „welcher Teil meines Verhaltens Anlass für eine Bitte gegeben haben könnte, die mir wie das größte Unheil erscheint, das mein Land treffen kann“ und „Sie hätten keinen Menschen finden können, dem ihre Pläne widerwärtiger sind“. Die zu den Akten genommene Kopie seines Antwortschreibens an Nicola ließ Washington von zweien seiner Aides-de-camp, David Humphreys und Jonathan Trumbull als exakte Abschrift beglaubigen – eine Vorsichtsmaßnahme, von der er ansonsten nur selten Gebrauch machte.
Nicola reagierte zerknirscht auf die harsche Zurückweisung seines Oberbefehlshabers. Am 23. Mai antwortete er Washington, er sei „außerordentlich unglücklich, dass die Freiheit, die ich [mir] genommen habe, Ihrer Exzellenz in solch großem Maße widerwärtig ist […] Nichts hat mich jemals mehr getroffen als Eure Rüge.“ Im Weiteren bat er Washington, jeden Fehler, dessen er sich möglicherweise schuldig gemacht habe, „mehr als Schwäche der Urteilskraft, denn als Verderbtheit des Herzens“ zu bewerten.
Antworten Washingtons auf diesen und zwei weitere Entschuldigungsbriefe Nicolas vom 24. und 28. Mai 1782 sind nicht überliefert. Allerdings fanden Nicola und Washington in ihrem Verhältnis zueinander bald wieder zur Normalität zurück.

### Die Auflösung desInvalid Corpsund Nicolas Beförderung zum Brigadegeneral

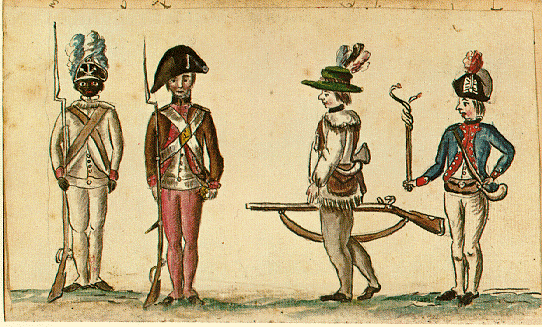
Soldaten der Kontinentalarmee. Zeichnung eines französischen Offiziers, der an der Schlacht von Yorktown im Jahr 1781 teilnahm.

Im Dezember 1782 beklagte sich Nicola bei Washington darüber, dass General Benjamin Lincoln die Auflösung des Invalid Corps empfohlen habe, da es sich in einem schlechten Zustand befinde und mehr Kosten als Nutzen verursache. Nicola dagegen argumentierte, abgesehen von Kampfeinsätzen und langen Märschen, habe kein anderes Regiment mehr Dienst geleistet. Gegen die Empfehlung Washingtons wurde die Auflösung des Invalid Corps im Mai 1783 dann aber doch vom Kontinentalkongress angeordnet. Zwischen Juni und August machte sich Nicola zurück auf den Weg nach Philadelphia. Dort wurde er zwei Monate nach dem offiziellen Friedensschluss durch den Frieden von Paris als Beauftragter für die Abwicklung aller sein Regiment betreffender Angelegenheiten eingestellt. Am 27. November 1793 wurde er in den Rang eines Brigadegenerals erhoben. Anfang Juni 1784 stellte der Kongress ihn schließlich für die Dauer von viereinhalb Monaten zur Ausfertigung von Zertifikaten für seine ehemaligen Regimentsangehörigen an.

### Nicolas Leben nach dem Krieg und letzte Jahre
Während seiner Zeit in Philadelphia schloss Nicola sich der Pennsylvania Society of the Cincinnati an, einem bis heute bestehenden und auf dem Erbprinzip beruhenden Zusammenschluss von Offizieren aus dem Unabhängigkeitskrieg und deren Nachkommen. Mitte der 1780er Jahre versuchte er erfolglos, eine Postkutschenverbindung zwischen Philadelphia und Reading, Pennsylvania, einzurichten. Danach plante er zwischenzeitlich, ein Gasthaus zu betreiben. Aus finanziellen Gründen übernahm er schließlich im Dezember 1788 die Leitung des Arbeitshauses von Philadelphia.
Im Jahr 1793 wurde Nicola zum Inspektor der Philadelphia city militia brigade ernannt – eine Position, die er bis zum August 1798 ausfüllte. Während der Whiskey-Rebellion von 1794 kehrte er schließlich in seine vormalige Stellung als barrack master und Stadtkommandant Philadelphias zurück.
Wie in der Zeit vor dem Krieg engagierte Nicola sich auch in seinen späteren Jahren in der American Philosophical Society, zu deren Kurator er abermals berufen wurde. Darüber hinaus betätigte er sich schriftstellerisch. Beeinflusst von den Schriften des kirchenkritischen Theologen Joseph Priestley veröffentlichte er im Jahr 1791 ein Pamphlet mit dem Titel The Divinity of Jesus Christ Considered, From Scripture evidences, in dem er zu dem Ergebnis kam, Jesu Christi Göttlichkeit sei nicht aus der Bibel abzuleiten.
Nach dem zufälligen Besuch eines Ladens, in dem unter anderem Zelte verkauft wurden, schickte Nicola im September 1794 einen Brief an Präsident Washington, in dem er ihm einen Vorschlag für eine neue Zeltkonstruktion unterbreitete.
Im Jahr 1798 zog er sich von allen öffentlichen Ämtern zurück und siedelte nach Alexandria, Virginia, über, um in der Nähe einer seiner Töchter zu leben. Bei seinem Tod im August 1807 wurde der Wert seines persönlichen Besitzes, ausgenommen seiner Uhr, seines Siegels, seines Bettes und seiner Bettwäsche auf fünfundvierzig Dollar geschätzt. Sich dessen bewusst, dass sein Vermögen wohl kaum für ein Begräbnis ausreichen würde, hatte er zuvor verfügt, der fehlende Betrag sei durch die Pennsylvania Society of Cincinnati beizusteuern.

## Rezeption
Nicola ist heute vor allem durch seinen an George Washington gerichteten Brief vom Mai 1782, den Newburgh letter, bekannt. Von Biografen Washingtons und in allgemeinen Werken zur Amerikanischen Revolution wird er dabei zumeist als Randfigur der Geschichte eingeführt, um die strikt republikanische Haltung Washingtons zu untermalen.
Der amerikanische Historiker John Richard Alden etwa sieht in Washingtons harscher Ablehnung der Ideen Nicolas den „Tod der monarchischen Idee in den Vereinigten Staaten und den vollständigen Triumph des repräsentativen Regierungssystems“. Allen Boudreau und Alexander Bleimann bewerten Washingtons Reaktion als einen der wichtigsten Meilensteine auf dem Weg zur Republik seit der Unabhängigkeitserklärung im Jahr 1776.
Einzig Robert F. Haggard, einer von zwei modernen Biografen Nicolas und Assistant Editor des seit 1968 laufenden Publikationsprojektes The Papers of George Washington an der University of Virginia, zieht die gängige Interpretation des Vorganges aus dem Frühjahr 1782 in Zweifel. Er bestreitet, dass aus den Quellen hervorgehe, Nicola habe Washington direkt die Krone angetragen, bleibt mit dieser Auslegung aber bisher allein.